# Todor Angełow
Todor Angełow (bg. Тодор Ангелов; ur. 19 sierpnia 1966) – bułgarski zapaśnik walczący w stylu klasycznym. Wicemistrz świata w 1991. Brązowy medalista mistrzostw Europy w 1990 roku.